# Clásica de Almería (vrouwen)
De Clásica de Almería voor vrouwen is een Spaanse wielerwedstrijd die voor het eerst georganiseerd werd in 2023.

## Geschiedenis
De wedstrijd voor de vrouwen stond in 2023 voor het eerst op de wielerkalender en werd verreden op zaterdag 11 februari, daags voor de mannenkoers en werd gewonnen door de Canadese Emilie Fortin. De edities van 2024 en 2025 werden later (dan de mannen) in februari verreden. 

## Start- en finishplaatsen
| Puebla de Vícar - Vera            | 2023 |
| Puebla de Vícar - Puebla de Vícar | 2024 |
| Almería - Roquetas de Mar         | 2025 |

## Podia
| Jaar | Datum       | TA    | Winnaar         | Tweede             | Derde               |
| ---- | ----------- | ----- | --------------- | ------------------ | ------------------- |
| 2023 | 11 februari | 137,0 | Emilie Fortin   | Alison Jackson     | Floortje Mackaij    |
| 2024 | 25 februari | 102,0 | Lauren Stephens | Joelija Birjoekova | Linda Zanetti       |
| 2025 | 23 februari | 133,1 | Ally Wollaston  | Linda Zanetti      | Dominika Włodarczyk |

Mannen: 1988 · 1989 · 1990 · 1991 · 1992 · 1993 · 1994 · 1995 · 1996 · 1997 · 1998 · 1999 · 2000 · 2001 · 2002 · 2003 · 2004 · 2005 · 2006 · 2007 · 2008 · 2009 · 2010 · 2011 · 2012 · 2013 · 2014 · 2015 · 2016 · 2017 · 2018 · 2019 · 2020 · 2021 · 2022 · 2023 · 2024 · 2025
Vrouwen: 2023 · 2024 · 2025